# Монументальне кладовище (Мілан)
Монументальне кладовище (італ. Cimitero Monumentale di Milano) — некрополь в Мілані. Одне з двох найбільших кладовищ міста, вважається одним з найбагатших надгробними прикрасами і пам'ятниками в Європі, серед відомих майстрів, які працювали на кладовищі — Енріко Бутті, Данте Паріні, Паоло Трубецкой.

## Історія
Створено за проектом Карло Мак'ячіні. Відкрито в 1866 році.

## Відомі поховання
На кладовищі були поховані Джузеппе Верді (через місяць останки були перенесені в Casa Di Riposo в Musicisti також в Мілані), Карло Тенков, Артуро Тосканіні, Алессандро Мандзоні, Альда Меріні, Володимир Горовиць, Анна Радіус, Лука Бельтрамі, Бруно Мунарі і інші видатні особистості.
Є єврейська ділянка, там похований Герман Ейнштейн (1847—1902), батько Альберта Ейнштейна.

## У кінематографі
На кладовищі знятий ряд епізодів італійського фільму «Я — це кохання».